# Asterina fimbriata
Asterina fimbriata är en sjöstjärneart som beskrevs av Perrier 1875. Asterina fimbriata ingår i släktet Asterina och familjen Asterinidae. Inga underarter finns listade i Catalogue of Life.